# 国际设备和系统路线图
国际设备和系统路线图（International Roadmap for Devices and Systems，IRDS）是一系列关于电子设备和系统可能发展的预测。IRDS于2016年成立，是国际半导体技术路线图的继任者。这些预测旨在协调学术界、制造商、设备供应商和国家研究实验室之间的工作。 IEEE将该路线图的目标定义为：
- 通过制定一个15年发展路线图，识别与设备、系统及所有相关技术相关的关键趋势
- 确定通用设备和系统的需求、挑战、潜在解决方案和创新机会
- 通过相关的IEEE会议和路线图研讨会等协作活动，鼓励全球范围内的相关活动

执行委员会成员来自在电子领域发展中具有重大利益的地区：欧洲、韩国、日本、台湾和美国。
国际聚焦团队（International Focus Teams，IFT）评估其专业领域系统现状和未来演变，并制定一个15年的路线图。IFT报告包括演进、关键挑战、主要障碍以及可能的解决方案。IFT团队包括：
- 应用基準化分析法
- 电子计算机与计算机系统结构
- More Moore——传统集成电路的进一步发展，指历史上由摩尔定律描述的改进
- 超越CMOS（英语：Beyond CMOS）——CMOS达到其基本极限后可能实现进一步进展的技术
- 封装集成
- 系统外互连
- 工厂集成
- 光刻
- 计量学
- 新兴研究材料
- 环境、安全、健康与可持续性
- 良率提升
- 低温电子学（英语：Cryoelectronics）与量子信息处理（2018年新增）

## 相关
- 国际半导体技术路线图（ITRS）